# Cecilia Fahlberg
Eva Cecilia Fahlberg Pihlgren, född 20 mars 1960, var ordförande för det svenska fackförbundet Unionen mellan 9 oktober 2008 och 14 oktober 2015. Hon efterträddes av Martin Linder, efter att hon själv valt att inte ställa upp för omval. 

## Bakgrund
Fahlberg var dessförinnan förbundets andre vice ordförande. Innan sammanslagningen med Sif var hon vice ordförande och förbundssekreterare i fackförbundet Tjänstemannaförbundet HTF. Som Unionens ordförande var hon även ordförande i PTK. Under 2010 års avtalsrörelse utmanade hon LO genom att teckna kollektivavtal inom industrin före IF Metall, som traditionellt varit först med att teckna avtal inom industrisamarbetet. Cecilia Falhberg har en fil. kand. i ekonomi och har tidigare arbetat som bland annat flygvärdinna.

## Nuvarande uppdrag
Arbetsmarknadsminister Ylva Johansson, S, utsåg den 22 juni 2016 Fahlberg till särskild utredare i Arbetsmarknadsutredningen (A 2016:03).